# Пръстен на Гиг
Пръстенът на Гиг е митичен магически артефакт, споменат от древногръцкият философ Платон в книга втора от Държавата (359-360 г.). Той позволява на своя собственик силата да става невидим, когато пожелае. Чрез историята на пръстена, Държавата преценява дали един интелигентен човек би бил морален, ако не трябва да се страхува от това да го хванат и да бъде наказан.

## Легендата за Гиг
Гиг е цар на фригийската държава Лидия от 680 пр.н.е. до 644 пр.н.е. и основател на династията Мермнади, управлявала Лидия в продължение на пет поколения. Историята му е известна от различни древни произведения, най-известното от тях е "Историята" на Херодот. Тя описва различно обстоятелствата, при които Гиг идва на власт. Всички извори обаче са съгласни с твърдението, че първоначално Гиг е подчинен на лидийския цар Кандавъл, но прелъстява жена му, убива Кандавъл и се възкачва на престола.

## Повлияни от мита
1. Хърбърт Уелс в Невидимият прави основен преразказ на мита на Платон
2. Властелинът на пръстените на Джон Роналд Руел Толкин описва пръстен с някои прилики като този от мита на Платон: намира се в една пещера и прави своя носител невидим, но също така го и покварява. Въпреки че има спекулации, че Толкин е бил повлиян от историята на Платон, проучването на писмата и биографичните му бележки не дава доказателства, че такова влияние действително е съществувало.